# 開福寺駅
開福寺駅（かいふくじえき）は、中華人民共和国湖南省長沙市開福区にある、長沙地下鉄と中国鉄路総公司（CR）の駅である。

## 乗り入れ路線
長沙地下鉄
■1号線
中国鉄路総公司
長株潭都市間鉄道

## 沿革
- 2016年6月28日 - 長沙地下鉄1号線開業。
- 2017年12月26日 - 長株潭都市間鉄道開業。

## 駅構造

### 長沙地下鉄
島式ホーム1面2線を有する地下駅。

#### のりば

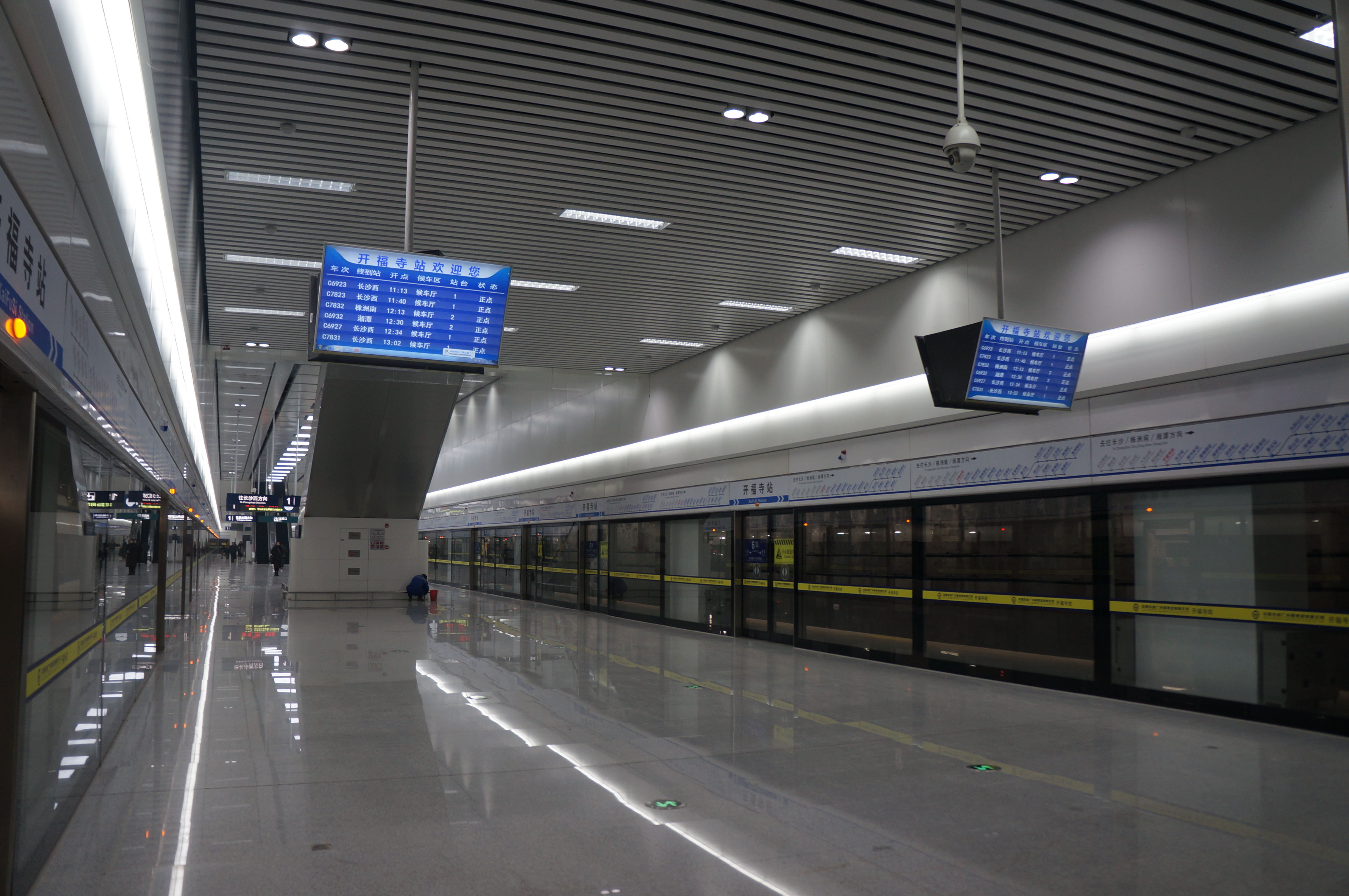
ホーム

| 上り | ■1号線 | 開福区政府方面       |
| 下り | ■1号線 | 五一広場・尚双塘方面 |

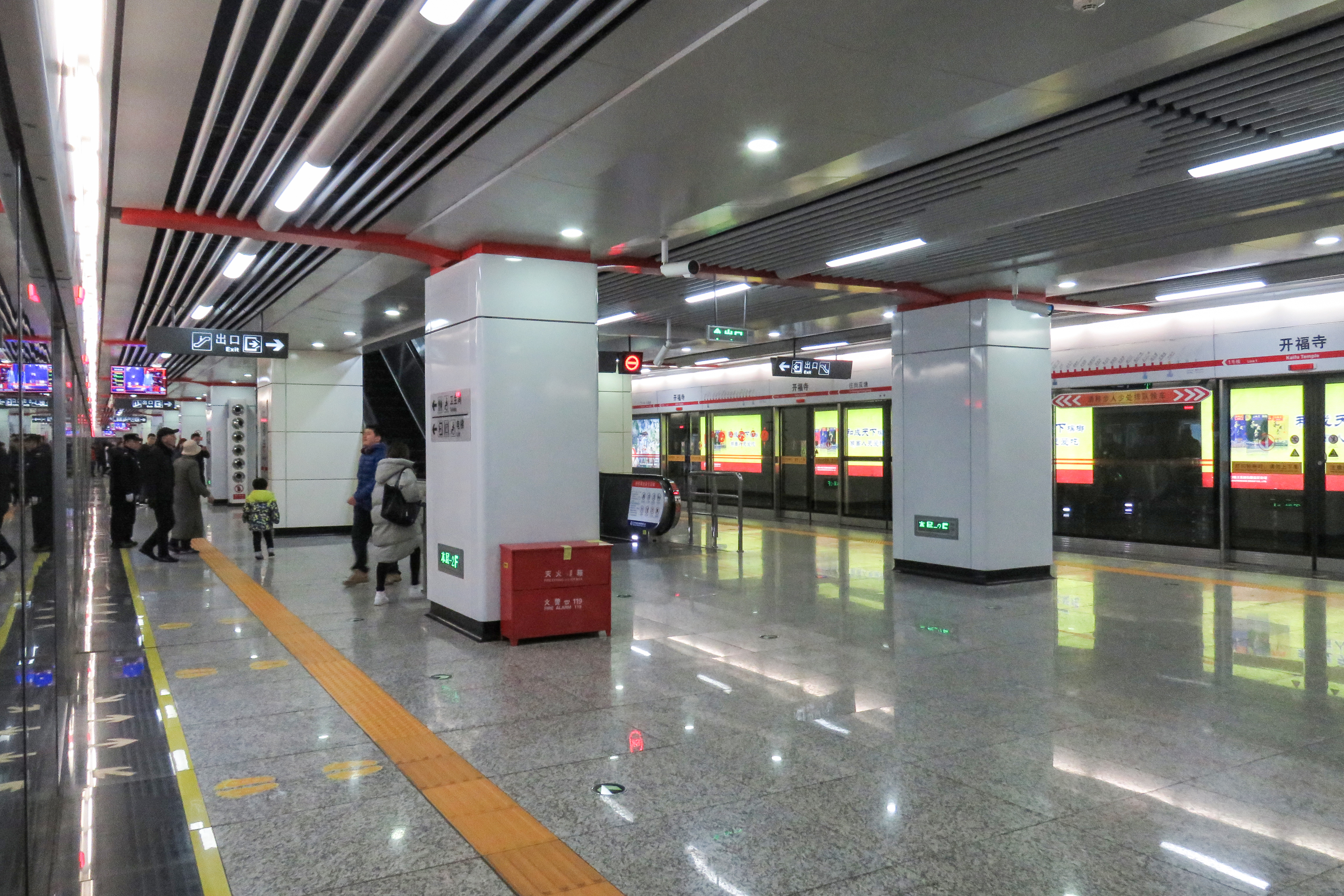
ホーム

### 中国鉄路総公司
島式ホーム1面2線を有する地下駅。

#### のりば
| 1 | 長株潭城際鉄路 | 長沙西方面             |
| 2 | 長株潭城際鉄路 | 長沙・株洲南・湘潭方面 |

- ホーム

## 駅周辺
- 開福寺
- 銀盆嶺大橋（中国語版）
- 伍家嶺